# Psilocibina
La psilocibina è una triptammina psichedelica presente in alcuni funghi allucinogeni del genere Psilocybe, Panaeolus, Inocybe, e Stropharia.
Quando ingerita viene rapidamente defosforilata a psilocina che esercita effetti sul sistema nervoso centrale inducendo esperienze psichedeliche, enteogene ed effetti lievemente euforizzanti.
Divenuta nota al grande pubblico solo negli anni sessanta del XX secolo dopo l'incontro tra il micologo R. Gordon Wasson e la curandera Maria Sabina, e successivamente sintetizzata in laboratorio da Albert Hofmann, acquisì una certa popolarità in Occidente per i suoi usi spirituali e ricreativi, e cominciò ad essere studiata ad Harvard per la sua capacità di causare esperienze mistiche; quando però nel 1967 l'LSD fu reso illegale da Nixon, la similitudine delle due sostanze fece sì che anche la psilocibina venisse messa al bando in quasi tutti gli Stati del mondo.
Ben prima della sua scoperta da parte degli occidentali, veniva utilizzata dalle civiltà dell'America Latina nei riti sciamanici, ritrovandosi infatti nella formulazione delle bevande rituali.
Solo negli ultimi anni diversi studi ne stanno mostrando le importanti proprietà terapeutiche, quando utilizzata sotto la supervisione medica, specie nei confronti di alcune patologie psichiatriche (in particolare ansia e depressione) che si sono mostrate resistenti ai classici farmaci, dato confermato nel 2021 dal più vasto studio sperimentale condotto finora.
In seguito alla riscoperta del suo potenziale medico, la psilocibina, assieme agli altri psichedelici, è stata depenalizzata in due Stati americani (Oregon e Distretto di Columbia) e otto città: Detroit, Santa Cruz, Oakland, Denver, Ann Arbor, Somerville, Cambridge e Northampton. Dal primo luglio del 2023 la psilocibina può essere prescritta da psichiatri australiani autorizzati per il trattamento della depressione resistente ad altre terapie.
Attualmente in Italia la molecola è inserita nella tabella 1 delle sostanze stupefacenti, per cui sono illegali la detenzione e la vendita.
Nel luglio 2025, l'Istituto superiore di sanità (Iss) ha ricevuto dall'AIFA l'autorizzazione per la prima sperimentazione in Italia della psilocibina, con la finalità di giungere al trattamento di alcune forme di depressione.

## Caratteristiche
Ha struttura chimica simile ai neurotrasmettitori endogeni serotonina e dimetiltriptammina, appartenendo alla classe delle triptammine. Quando ingerita, viene rapidamente defosforilata in psilocina. La psilocibina, pur possedendo attività farmacologica intrinseca, può perciò essere considerata il precursore della psilocina.
La psilocina è un agonista parziale di diversi recettori della serotonina, anche se l'attivazione del recettore serotoninergico 5HT2A sembra giocare un ruolo essenziale nel suo meccanismo d'azione. La psilocina ha alta affinità per i recettori 5-HT2B e 5-HT2C ed una efficacia leggermente minore per i 5-HT2A. Quella per i recettori 5-HT1 è invece bassa, compresi i 5-HT1A e 5-HT1D. Diverse ricerche mostrano che molti degli effetti soggettivi della psilocibina siano in realtà dovuti anche all'interazione con recettori diversi dai 5-HT2: ad esempio la psilocina incrementa indirettamente i livelli di dopamina nei gangli alla base pur non interagendo direttamente con i recettori D2 della dopamina, a differenza di altri composti dai simili effetti come l'LSD.
Gli effetti, quando assunta oralmente, iniziano dopo 10-40 minuti e persistono per un tempo compreso tra le 2 e le 6 ore (a seconda del dosaggio e della sensibilità individuale). La sua emivita è di 163 ± 64 minuti quando assunta oralmente e 74.1 ± 19.6 quando iniettata. Dosi di almeno 4–10 mg, corrispondente a circa 50–300 µg/kg, sono necessarie per indurre l'esperienza psichedelica. I dosaggi tipicamente assunti per l'utilizzo ricreativo sono invece più alti e pari a 10–50 mg di psilocibina (contenuti in media in 10–50 grammi di funghi freschi o 1–5 grammi di funghi secchi). Dosaggi minori sono gergalmente chiamati "microdosi" e secondo alcuni utilizzatori produrrebbero effetti positivi sul tono dell'umore senza però indurre esperienze psichedeliche, in analogia a quanto riportato per altre sostanze psichedeliche come l'LSD, tuttavia la veridicità di tali affermazioni non è stata ancora validata in ambito scientifico.
La sensibilità individuale influenza comunque notevolmente la potenza della sostanza, tant'è che alcuni individui riporterebbero effetti percepibili anche con dosi di soli 2 mg.

Metaboliti della psilocibina

Quando assunta per via orale, circa il 50% della psilocibina viene assorbita direttamente da stomaco ed intestino, quindi viene rapidamente convertita in psilocina che viene poi glucuronata (ad opera di due enzimi glucuronil transferasi UGT1A9 nel fegato e UGT1A10 nell'intestino) ed escreta nelle urine oppure convertita in altri metaboliti ad opera delle monoammino ossidasi.
Entro 24 ore dall'assunzione, il 65% della sostanza è escreta nelle urine ed un altro 20% attraverso le feci. Tuttavia tracce dei suoi metaboliti sono rilevabili anche 7 giorni dopo l'assunzione.

## Uso terapeutico
La psilocibina mostra interessanti proprietà terapeutiche per un ampio insieme di patologie, specie per il trattamento del dolore cronico e delle patologie psichiatriche. Tuttavia, a causa della illegalità diffusa della sostanza e dei conseguenti vincoli burocratici, le sperimentazioni fino ad ora hanno riguardato soprattutto piccoli gruppi di pazienti non permettendo perciò di trarre dati definitivi sulla reale portata terapeutica.
È usata, a livello sperimentale, nel trattamento dei disturbi della personalità e delle cefalee a grappolo resistenti alle terapie tradizionali.
Può modificare in modo duraturo la personalità: uno studio effettuato nel 2011 dagli scienziati della Johns Hopkins University di Baltimora ha dimostrato che l'uso di psilocibina induce "positivi cambiamenti" nella personalità degli assuntori. Più della metà dei partecipanti allo studio (60%) avrebbe mostrato una decisa trasformazione in termini di "apertura mentale e creativa": i tratti che si sono rafforzati sono quelli dell'immaginazione, delle idee astratte, dei sentimenti, del senso estetico, e tali cambiamenti sono durati almeno per i 14 mesi in cui i soggetti sono stati sottoposti a controlli.
Uno studio del 2012 della National Academy of Sciences inglese, pubblicato sul British Journal of Psychiatry ha dimostrato che l'uso di psilocibina migliora le facoltà mnemoniche.
Uno studio del 2013 dell'University of South Florida ha dimostrato che la psilocibina facilita la neurogenesi e il superamento dei traumi.
Nel 2014 è partito uno studio della New York University sull'uso della psilocibina contro l'ansia nelle persone affette da tumore.
Nel 2014 è partito uno studio della Università del Nuovo Messico che, riprendendo studi degli anni '50 e '60 che avevano mostrato buoni risultati nell'uso di psichedelici (in quel caso LSD) contro le dipendenze, sta studiando l'efficacia della psilocibina nel trattamento dell'alcolismo.
Uno studio del 2014 dell'Università Johns Hopkins pubblicato sul Journal of Psychopharmacology ha mostrato che la psilocibina come cura per la dipendenza da nicotina, avrebbe una percentuale di successo dell'80%.
Uno studio pubblicato nel 2017 e condotto da un team di ricercatori dell'Imperial College di Londra, ha dimostrato come due somministrazioni del composto a distanza di una settimana l'una dall'altra siano in grado di esercitare potenti e duraturi effetti antidepressivi, in pazienti con una patologia resistente ai classici farmaci antidepressivi. Quando ai pazienti è stato chiesto di descrivere a parole loro l’effetto del farmaco, la maggior parte di essi ha riferito di essersi sentiti «resettati, come quando un computer malfunzionante viene ripristinato». Tali risultati andranno replicati in studi più ampi ma sembrano confermare le precedenti osservazioni sull’attività terapeutica di composti dalla simile proprietà farmacologica.
Nel 2018 la Food and Drug Administration (FDA) ha assegnato la Breakthrough Therapy Designation per la terapia assistita da psilocibina per la depressione resistente al trattamento e nel 2019 ha concesso la designazione anche per la terapia con psilocibina nel trattamento del disturbo depressivo maggiore.
Nel 2021, Robin Carhart-Harris, direttore del "Centre for Psychedelic Research" dell'Imperial College London, ha dichiarato che la psilocibina si sta rivelando decisamente più efficace del trattamento tramite farmaci SSRI, basantisi sull'"ipotesi serotonina" ("Serotonin Hypothesis"), secondo la quale la depressione dipenderebbe da una carenza di serotonina. Infatti, le prove di efficacia del farmaco escitalopram mostrano miglioramenti del 50-60%, non molto maggiori di un placebo, oltre agli spiacevoli effetti collaterali ed ai sintomi successivi all'interruzione del trattamento. La psilocibina, per contro, ha mostrato un'efficacia del 70%, l'effetto avverso prevalente è risultato un mal di testa da lieve a moderato un giorno dopo la somministrazione.
Nel 2025, uno studio finanziato con i fondi Pnrr, sotto l'egida dell'Iss e autorizzato dall'AIFA, ha eseguito alcuni test preclinici presso la Clinica psichiatrica dell'ospedale di Chieti, sotto la direzione del prof. Giovanni Martinotti. La ricercatrice principale è Francesca Zoratto del Centro di riferimento per le Scienze comportamentali e la salute mentale dell'Iss. Lo studio durerà 24 mesi con l'arruolamento di 68 pazienti affetti da depressione farmaco-resistente, i quali saranno trattati con psilocibina in "un contesto rigorosamente controllato e supervisionato". Secondo la ricercatrice Zoratti, verranno anche esplorate "forme innovative come quella non psichedelica, che possa eliminare gli effetti allucinogeni mantenendo il potenziale terapeutico".

## Lista di funghi contenenti psilocibina
Contenuto di psilocibina in alcuni funghi:
- Psilocybe azurescens 1,78%
- Psilocybe serbica 1,53%
- Psilocybe bohemica 1,34%
- Psilocybe allenii 1,07
- Psilocybe semilanceata 0,98%
- Panaeolus cyanescens ("hawaiani") 0,85%
- Psilocybe tampanensis 0,68%
- Psilocybe cubensis ("messicani") 0,63%

Una menzione a parte merita lo Psylocibe baeocystis, che oltre alle ordinarie psilocina e psilocibina contiene anche in dosi apprezzabili baeocistina e norbaeocistina, altri due alcaloidi con una struttura chimica quasi identica alle prime due triptamine.
- Psilocybe baeocystis 0,85%
- Gymnopilus viridans ?%

## Curiosità
- Stando a quanto affermato dal micologo statunitense Paul Stamets, lo scrittore Frank Herbert trasse l'ispirazione per la "spezia", o "mélange", una fondamentale sostanza stupefacente che compare nel suo Ciclo di Dune, dalle sue esperienze con la psilocibina.[30][31]